# Версальский экспромт
«Верса́льский экспро́мт» — одноактная комедия Мольера, впервые представленная 14 октября 1663 г. в саду версальского дворца; 4 ноября комедию играли в парижском театре Пале-Рояль. Впервые опубликована уже после смерти Мольера, в 1682 г., в собрании сочинений Мольера, изданном Лагранжем и Вино.
В комедии звучат стихи из трагедий Корнеля «Никомед», «Гораций», «Серторий» и «Эдип».

## Действующие лица
В этой комедии актёры труппы Мольера играют самих себя.
- Мольер (комический маркиз)
- Брекур (один из придворных)
- Лагранж (комический маркиз)
- Дю-Круази (поэт)
- Латорилльер (докучливый маркиз)
- Бежар (шевалье)
- Госпожа Дюпарк (жеманная маркиза)
- Госпожа Бежар (недотрога)
- Госпожа Мольер (осторожная насмешница)
- Госпожа Дебри (остроумная кокетка)
- Госпожа Дю-Круази (слащавая злюка)
- Госпожа Эрве (жеманная служанка)
- Четверо из свиты короля

## Сюжет
Труппа Мольера репетирует для королевского представления новую комедию. Актёры не успевают выучить и подготовить роли, их репетиция постоянно прерывается праздным любопытством маркизов. Слуги короля торопят Мольера, — король уже в зале и ждёт представления, но Мольер всё оттягивает начало. В конце концов король великодушно разрешает сыграть любую другую пьесу, а новую оставить до другого раза.
Эта довольно примитивная сюжетная схема служит лишь общим фоном, на котором ясно вырисовываются театральные принципы Мольера, актёра, директора труппы и драматурга, и его эстетические взгляды.

## Критика театра Бургундский отель
В «Версальском экспромте» Мольер подвергает жёсткой и часто весьма некорректной критике театр Бургундский отель, — стиль игры, актёров (в частности, Монфлёри́, Бошато́, Виллье́, Отро́ша и госпожу Бошато́), репертуар.
В ответ на «Версальский экспромт» Бургундский отель в том же году поставил пьесу «Экспромт отеля Конде», написанную Монфлёри. В ней открыто высмеивается Мольер,— его пристрастие к фарсу («низкому» жанру театра, место которому не на театральных подмостках, а на ярмарках на мосту Пон-Нёф) и неумение играть трагедии (Мольер был приверженцем естественной игры, тогда как актёры Бургундского отеля играли трагедии пафосно); также объектом насмешек становится его личная жизнь, в частности, в пьесе недвусмысленно намекают на его несчастливый брак и неверность жены (Арманды Бежар).
Собственно, конфронтация между труппой Мольера и Бургундским отелем началась ещё в 1658 г., как только Мольер получил от Людовика XIV сцену Пти-Бурбон и покровительство Месье, брата короля, и продолжалась вплоть до 1680 г., когда указом того же Людовика XIV труппы были объединены в единый театр, получивший название Комеди Франсез. Парижская публика внимательно следила за «дуэлью» театров и с нетерпением ждала каждого нового выпада.
Несколько самых острых моментов соперничества Мольера и Бургундского отеля.
|      | Постановки труппы Мольера             | Постановки Бургундского отеля                             |
| ---- | ------------------------------------- | --------------------------------------------------------- |
| 1663 | «Критика Школы жён» Мольера           | «Портрет художника, или Против критики Школы жён» Бурсо   |
|      | «Версальский экспромт» Мольера        | «Экспромт Отеля Конде» Монфлёри                           |
| 1665 | «Мать-кокетка» Донно де Визе          | «Мать-кокетка» Кино                                       |
|      | «Александр Великий» Расина            | Возобновление «Поруса, или Благородства Александра» Буайе |
| 1667 | Тереза Дюпарк покидает труппу Мольера | и вступает в труппу Бургундского отеля                    |
|      |                                       | «Андромаха» Расина (Дюпарк в заглавной роли)              |
| 1668 | «Критика Андромахи» Сюблиньи          |                                                           |
| 1670 | «Тит и Береника» Корнеля              | «Береника» Расина                                         |